# Rummikub

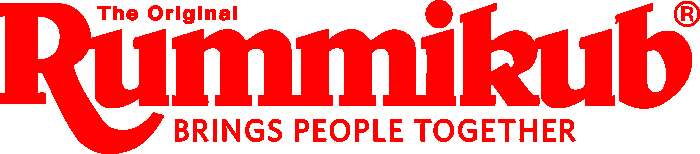
Logotipo del juego

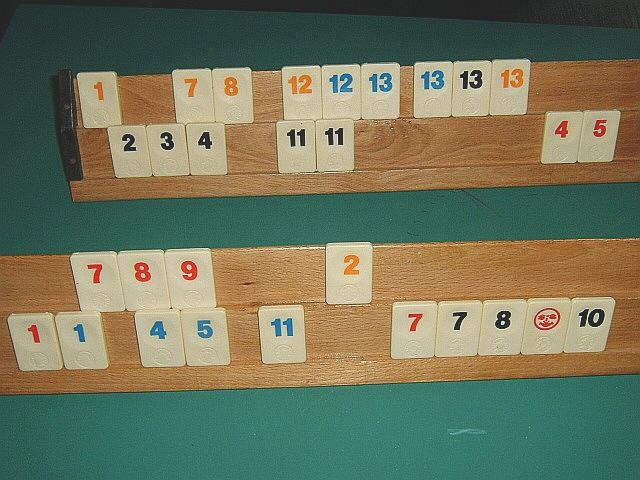
Imagen De Rummikub Juego De Mesa

Rummikub es un juego de mesa para 2 a 4 jugadores. El objetivo es derrotar al oponente. Ganó el juego del año en Alemania en 1980.

## Historia
El juego original lo creó en los años 1940 Ephraim Hertzano,  un inventor rumano, después emigrado a Israel. Después lo exportó a Europa occidental y América. Hertzano fundó la compañía Lemada Light Industries Ltd, pero su producción y venta está distribuida entre las siguientes compañías:
- Alga (Suecia)
- Burako (Argentina)
- Crown Andrews (Australia)
- Hasbro (Francia, España, México, India, Turquía, Latinoamérica)
- Jumbo (Alemania)
- Mathiassen (Dinamarca)
- Piatnik (Austria, Hungría)
- Pressman (Estados Unidos, Canadá)
- Ravensburger (Suiza, Italia)
- Tomy (Inglaterra)

## Piezas
Se juega con 106 fichas: 104 numeradas y dos comodines. Las fichas están numeradas del uno al trece y en cuatro colores diferentes (negro, rojo, azul y amarillo). Hay dos unidades idénticas de cada ficha, de modo que: 13 fichas/color x 4 colores x 2 unidades/ficha = 104 fichas.
Pueden jugar 2, 3 o 4 jugadores, siendo esto último lo ideal pues hay más posibilidades de combinar. Cada jugador tiene un soporte similar al que se usa en el Scrabble para guardar sus fichas sin que los oponentes las vean.
El Rummy también puede jugarse con naipes de la baraja francesa: 2 mazos de 52 cartas estándar más 2 comodines, en este caso el valor del as, jota, reina y rey es 1, 11, 12 y 13 respectivamente. Es recomendable usar cartas pequeñas por el gran espacio que ocupan las cartas normales.

## Inicio
Para empezar, las fichas se meten en una bolsa o saco pequeño, o simplemente boca abajo sobre la mesa. Cada jugador coge 14 fichas para jugar. Para decidir quién empieza primero, todos cogen una ficha y luego la devuelven. Empieza quien sacó el número más alto. En el caso de un comodín o duplicados se pueden aplicar reglas propias. Otra opción es sacar otra ficha.

## Juego
Para poder bajar fichas a la mesa los jugadores deben tener una línea o más (combinaciones) que sumen 30 puntos. Los puntos son los que indica el número de la ficha, siendo el valor del comodín el de la casilla que ocupe esta. En caso de no tener combinaciones por un valor mínimo de 30 puntos, el jugador debe robar una ficha y pasar el turno al siguiente jugador. La fórmula para pasar el turno es la palabra «rummi», que da nombre al juego. Cuando se acaba el propio turno y se quiere dar paso al siguiente jugador, se anuncia diciendo en voz alta el nombre del juego. No se pueden utilizar las fichas que hay sobre la mesa hasta que el jugador no haya puesto un mínimo de 30 puntos en su primera jugada. Esta regla se aplica a todos los jugadores y solo para empezar a bajar fichas, una vez puesto el mínimo de 30 puntos, en ese turno o en los siguientes, ese jugador ya no requiere de un mínimo de puntos.
Una vez bajada su primera combinación, en su segunda ronda el jugador puede bajar cualquier otra sin importar su puntuación o aportar fichas a las ya existentes. Si no baja al menos una ficha en su turno, deberá robar una del montón y pasar el turno.

## Líneas
Existen dos clases de líneas:series y escaleras.
Ambas combinaciones deben contener como mínimo tres fichas. Nunca puede quedar sobre la mesa una línea con menos de tres fichas.
Las series se componen de 3 o 4 fichas del mismo número, pero de distinto color. Por ejemplo: 3 negro-3 rojo-3 azul y/o 3 
amarillo.
Las escaleras se componen de 3 o más fichas del mismo color y con un valor numérico continuo. Por ejemplo: 6-7-8-9 rojos.
En ambos casos se pueden utilizar los comodines, que sustituyen la ficha que necesitamos.

## Ejemplo de combinaciones válidas
1 azul-1 rojo-1 amarillo es una serie válida, con colores diferentes.
1 azul-2 azul-3 azul-comodín-5 azul es un ejemplo de escalera válida, con números consecutivos y del mismo color (el número mínimo de fichas será 3 y el máximo, 13)

## Manipulación de fichas jugadas
Durante su turno el jugador debe intentar deshacerse del mayor número de fichas posible, colocándolas en las líneas existentes y/o manipulando las fichas combinadas y las propias para desarmar y armar combinaciones, de forma que al final de su turno todas las combinaciones sean válidas y todas las fichas queden combinadas. En caso contrario debe volver a dejar las líneas como estaban. Si no puede, deberá pedir ayuda a los demás jugadores y robar una ficha como castigo. Si no puede aportar nada a las combinaciones de la mesa, debe robar una ficha y pasar su turno.
No obstante, al momento de bajar no se deben acumular piezas teniendo una jugada que hacer.
Ejemplos de manipulaciones:
Quitar extremos de una escalera. En una escalera el jugador puede poner una ficha en un extremo y sacar la que esté en el otro. Ejemplo: 3-4-5 rojos ya jugados, puedes poner un 6 rojo y sacar el 3 rojo para usarlo en otra combinación, pero siempre en el mismo turno de juego. Es obligatorio tirar en cada ronda 3 fichas.
Separar escaleras. El jugador puede partir una escalera larga creando escaleras más pequeñas, y poniendo una ficha en el medio si fuera necesario. Ejemplo: la escalera 6-7-8-9-10 azules se puede separar y poner un 8 azul para crear dos escaleras: 6-7-8, y 8-9-10.
Sustituir en una serie. En una serie de 3 fichas, el jugador puede poner una ficha y sacar otra para usarla en otra combinación. Ejemplo: en la serie 6 azul-6 rojo-6 amarillo el jugador puede poner un 6 negro y sacar cualquiera de las anteriores para usarla.
Quitar fichas. En una combinación que tenga cuatro o más fichas, el jugador puede sacar una (sin tener que reemplazarla) para usarla en otra combinación. 
Sustituir un comodín. Solo si un jugador tiene una ficha del mismo color y número que aquella a la que está sustituyendo un comodín colocado en una combinación, puede reemplazarlo, para usarlo en otra combinación, pero en el mismo turno de juego. Ejemplo 1: si hay una combinación 3 azul-comodín-5 azul -6 azul y el jugador tiene un 4 azul, un 7 rojo y un 7 amarillo, puede sustituir el comodín por el 4 azul y utilizarlo inmediatamente para completar con los dos 7 una nueva combinación. Ejemplo 2: en la combinación 8 amarillo-8 rojo-comodín -8 azul, éste se podría sustituir por un 8 negro.

## Ganador
Gana la partida el jugador que logra acomodar todas sus fichas. Entonces debe gritar Rummikub para declararse ganador. Una regla opcional, que debe acordarse previamente, es avisar a los demás jugadores cuando solo le queda una ficha.
En el caso de que se agoten las fichas para robar, los jugadores deben seguir jugando hasta que ninguno pueda bajar más fichas. Entonces el ganador será el que tenga menor puntuación.

## Puntuación
Cuando un jugador gana, los demás jugadores suman la puntuación de las fichas que quedaron en su soporte (puntuación del juego). El comodín tiene un valor de 50 puntos, por lo que resulta arriesgado mantenerlo en el soporte, esperando la ocasión óptima de usarlo. La puntuación de los perdedores es negativa y la del ganador es la suma, positiva, de las de los demás. Por ejemplo, supongamos que el jugador A ganó el juego, el jugador B tiene una puntuación de 5, el jugador C tiene 10 puntos y el jugador D tiene 3. El jugador A acumula 18 puntos, entonces quedaría así: jugador A: 18, jugador B: -5, jugador C: -10, jugador D: -3.
El ganador final será el que consiga mayor puntuación tras el número acordado de partidas parciales o el que alcance antes un número de puntos acordado previamente.